# Bałykty (stacja kolejowa)
Bałykty (kaz. Балықты; ros. Балыкты, Bałykty) – węzłowa stacja kolejowa w miejscowości Temyrtau, w obwodzie karagandyjskim, w Kazachstanie. Węzeł linii Astana – Szu (Nowy Jedwabny Szlak) z linią do centrum Temyrtau (Karagandyjskie Zagłębie Węglowe).
Dawniej posterunek odgałęźny 697 km.